# Mornington (Wellington)
Mornington   est une banlieue de la cité de Wellington, la capitale de la Nouvelle-Zélande située dans l’île du Nord.

## Situation
Elle est localisée dans les collines derrière la banlieue de Brooklyn.

## Toponymie
Elle a été dénommée d’après Garret Wesley, comte de Mornington, le père du Duc de Wellington. 
La ville originale de Mornington est située dans le conté de Meath, et était le siège irlandais du père du Duc. 
La banlieue fut dénommée en 1878, à partir du moment où J.F.E. Wright (1827-1891) subdivisa ses terres situées dans le sud-ouest de la cité de Wellington en partenariat avec Jacob Joseph, et créa la banlieue de Mornington et celle de Vogeltown.

## Population
Selon le recensement de 2013 en Nouvelle-Zélande, le secteur incluant la banlieue de Kingston a une population de 2 208 résidents, en diminution de 48 personnes depuis le recensement de 2006 .

## Éducation
L’école de « Ridgway School » est une école publique, mixte, assurant tout le primaire, allant de l’année 1 à 8, avec un effectif de 211 élèves .